# Infernal Affairs II - Affari sporchi
Infernal Affairs II - Affari sporchi (無間道IIS, Mou gaan dou IIP) è un film del 2003 diretto da Andrew Lau e Alan Mak.
Si tratta del prequel del film del 2002 Infernal Affairs. Nel 2003 è stato girato anche un terzo capitolo della saga, Infernal Affairs III - Affari sporchi.
Rispetto al primo film, Infernal Affairs II copre un arco di tempo ben più ampio (1991-1997) narrando gli antefatti dei personaggi principali e aggiungendo alcuni comprimari inediti come Mary, la moglie del boss Sam. Vengono inoltre delineate maggiormente le psicologie dei personaggi fornendo quindi plausibili giustificazioni alle talvolta ambigue azioni che compiono nel film originale.

## Trama
Nel 1991 l'uccisione del boss delle triadi Kwun innesca ad un tentativo di ribellione dei 5 capifamiglia di Hong Kong che viene immediatamente sedato dall'ingresso in scena del suo secondogenito Hau.
Nel frattempo il giovane infiltrato Ming si iscrive all'Accademia di Polizia mentre il cadetto Yan ne è espulso per via del suo rapporto di parentela con l'attuale capo triade. Nel 1995, in occasione dell'anniversario della morte del padre, Hau si vendica di tutti coloro che avevano tradito la fiducia della sua organizzazione uccidendo 4 dei 5 capifamiglia e risalendo ai mandatari e complici dell'illustre assassinio. Ming inizia a fare carriera nella polizia mentre Yan agisce da infiltrato nella famiglia di Hau per conto dell'ispettore Wong.
Nel 1997 Hau cerca di entrare in politica convinto di aver messo fuori gioco la polizia tramite un ricatto ai danni dell'ispettore Wong ma la determinazione di quest'ultimo unito all'aiuto di Yan e del pentito di mafia Sam, l'unico dei capifamiglia sopravvissuto due anni prima, lo costringe alla resa. Nel tentativo riuscito di salvare Sam, l'ispettore Wong uccide Hau davanti agli occhi di molti poliziotti e gangster tra cui Ming e Yan, ormai destinati ai ruoli di talpa su due diversi fronti.